# Pauline Ganty
Pauline Ganty (* 1986) ist eine Schweizer Jazzsängerin.

## Leben und Wirken
Ganty erhielt früh klassischen Klavier-, Theater- und Ballettunterricht. 2006 begann sie ihr Studium an der Hochschule von Lausanne bei Susanne Abbuehl, wo sie fünf Jahre später ihr Diplom als Lehrerin für Jazzgesang erhielt. Im Anschluss lebte sie mehrere Monate in New York, wo sie von Kurt Elling und Peter Eldridge unterrichtet wurde.
Nach ihrer Rückkehr gründete Ganty 2013 ihr Quartett mit Marc Méan, Fabien Iannone und Dominic Egli und veröffentlichte 2015 ihr Debütalbum L’Envol auf dem Label Unit Records. Es folgten zahlreiche Konzerte, unter anderem im Duo mit Florian Favre beim Cully Jazz Festival. 2017 veröffentlichte sie mit ihrem Quartett das zwischen Jazz und Pop angesiedelte Album Après beim Berliner Label QFTF. Weiterhin arbeitete sie mit den Sängerinnen Amélie Dobler und Joanne Gaillard im Septett «The Swinging Ladies».
Zudem unterrichtete Ganty in Lausanne an der Ecole de Jazz et de Musique Actuelle und am Freiburger Konservatorium.